# Castanet-Tolosan
Castanet-Tolosan is een gemeente in het Franse departement Haute-Garonne (regio Occitanie). De gemeente telde 15.264 inwoners op 1 januari 2022. De plaats maakt deel uit van het arrondissement Toulouse.
De naam van de gemeente, Castanet, is afgeleid van het Latijnse castanea en verwijst naar de kastanjebomen die door de Romeinen werden aangeplant in de heuvels van deze streek. Tolosan werd aan de naam toegevoegd in 1918 om de plaats te onderscheiden van andere Franse gemeenten met dezelfde naam.
In de middeleeuwen stond er in Castanet een versterkte burcht. Deze werd in 1626 afgebroken op bevel van kardinaal de Richelieu.

## Geografie
De oppervlakte van Castanet-Tolosan bedroeg op 1 januari 2022 8,22 vierkante kilometer; de bevolkingsdichtheid was toen 1.856,9 inwoners per km². De gemeente ligt op 12 km van Toulouse aan de autoweg tussen Toulouse en Carcasonne. 
Het Canal du Midi loopt door de gemeente.
De onderstaande kaart toont de ligging van Castanet-Tolosan met de belangrijkste infrastructuur en aangrenzende gemeenten.

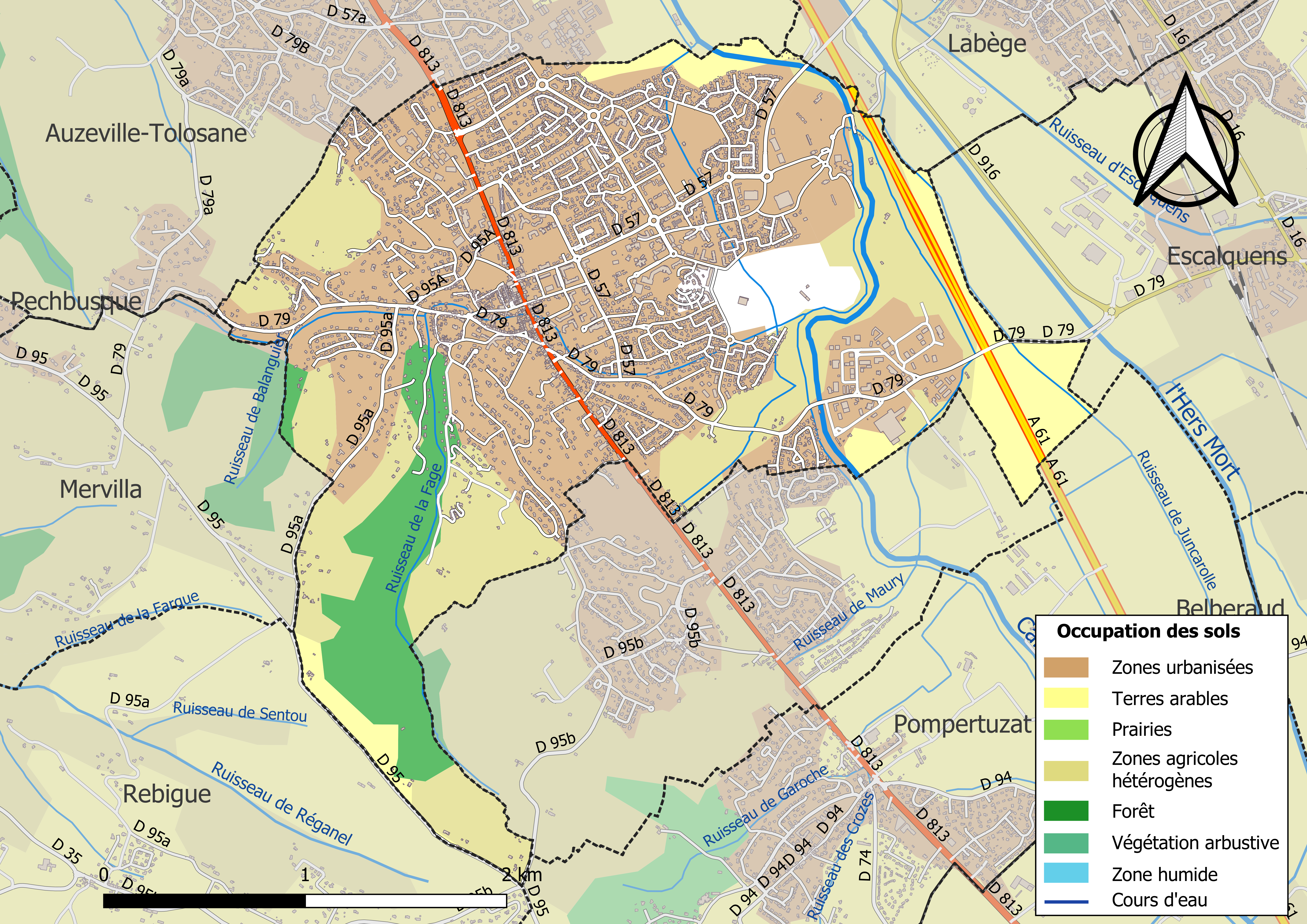

## Demografie
Onderstaande figuur toont het verloop van het inwonertal (bron: INSEE-tellingen).

## Bezienswaardigheden
- Hôpital Saint-Jacques
- Église Saint-Gervais et Saint-Protais
- Vijfhoekige toren van het voormalige cordeliersklooster
- Château de Rabaudy (18e eeuw)
- Maison Besset
- Musée du Vieux Castanet

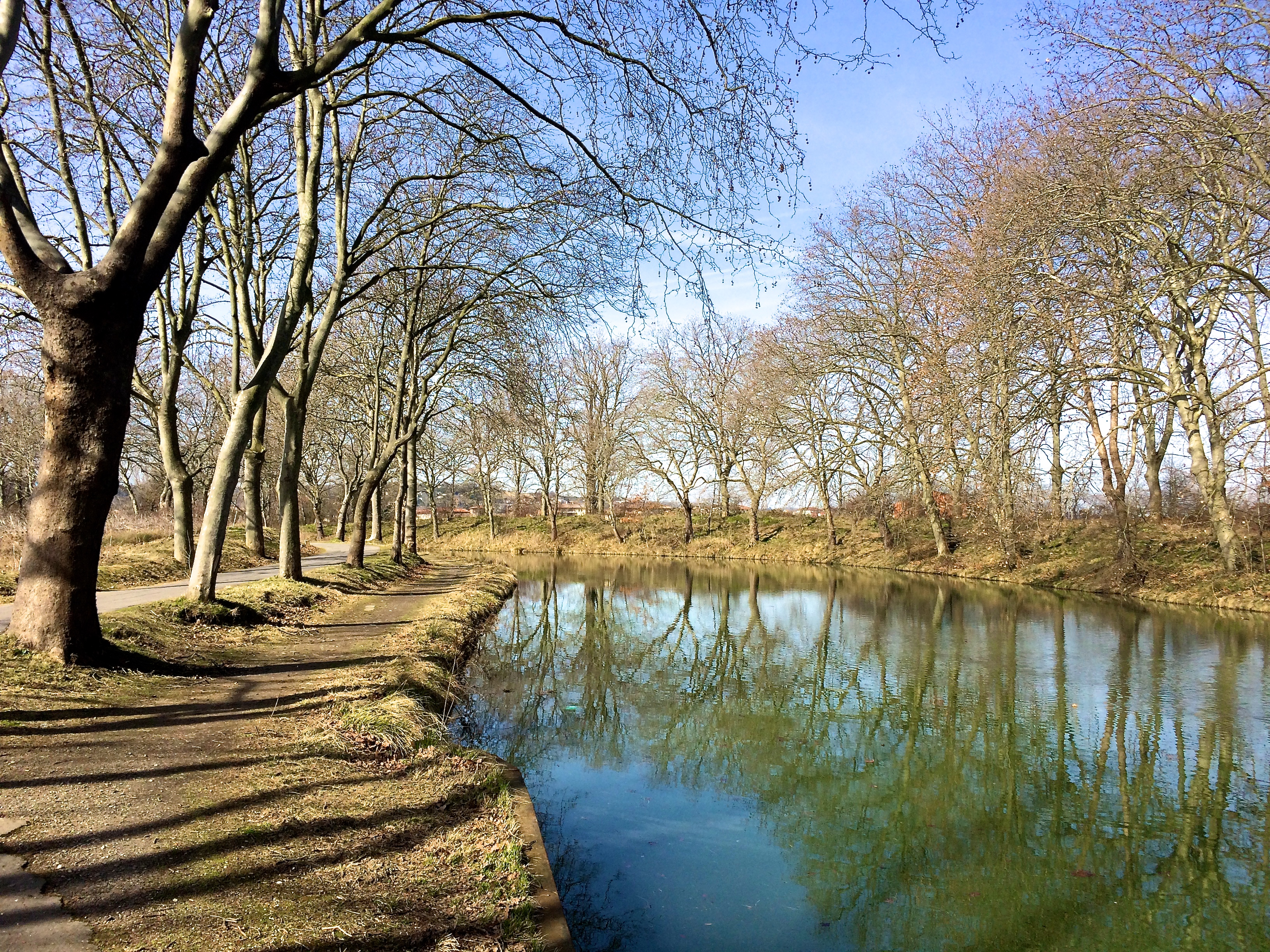
Canal du Midi
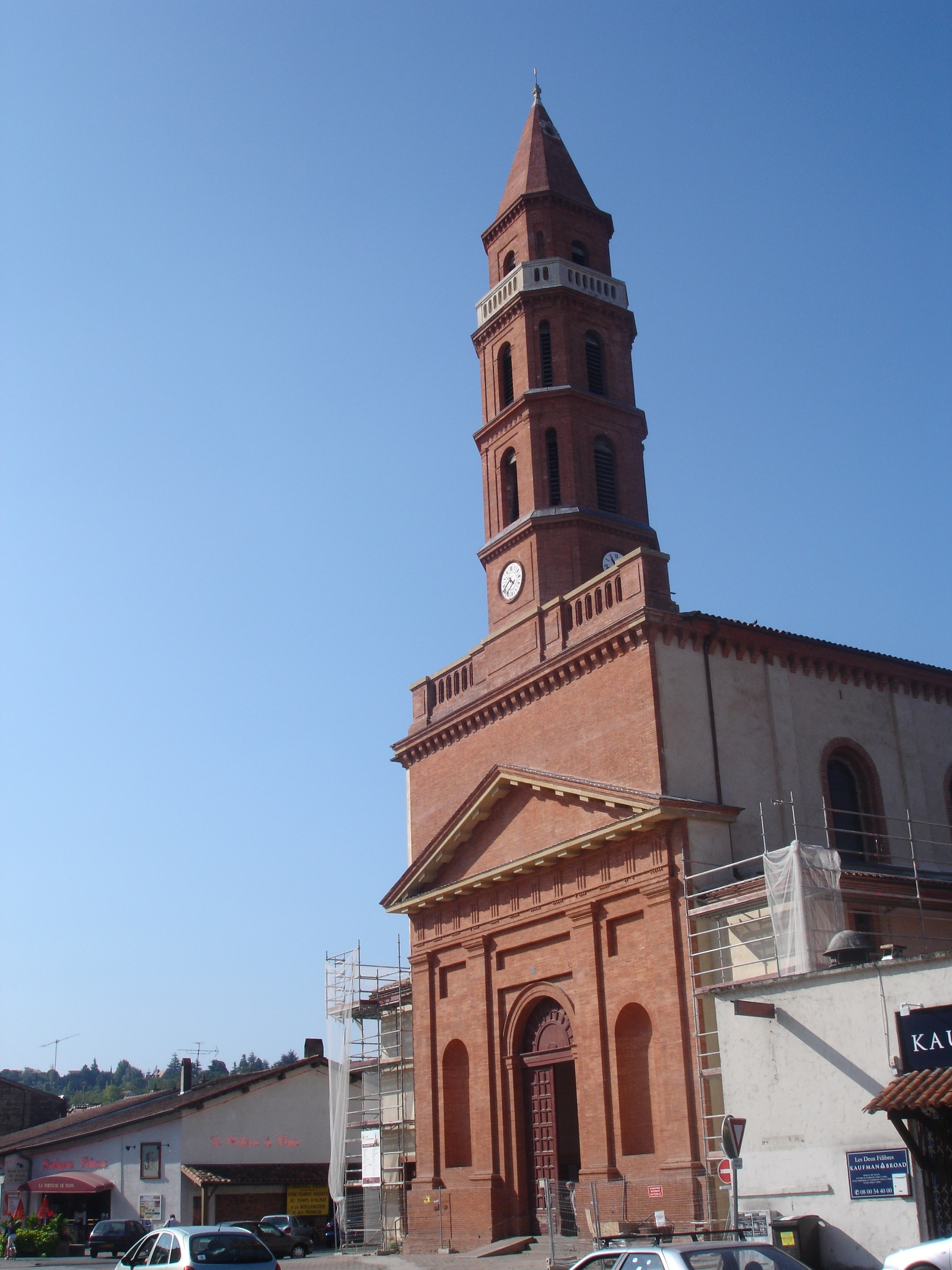
Église Saint-Gervais et Saint-Protais
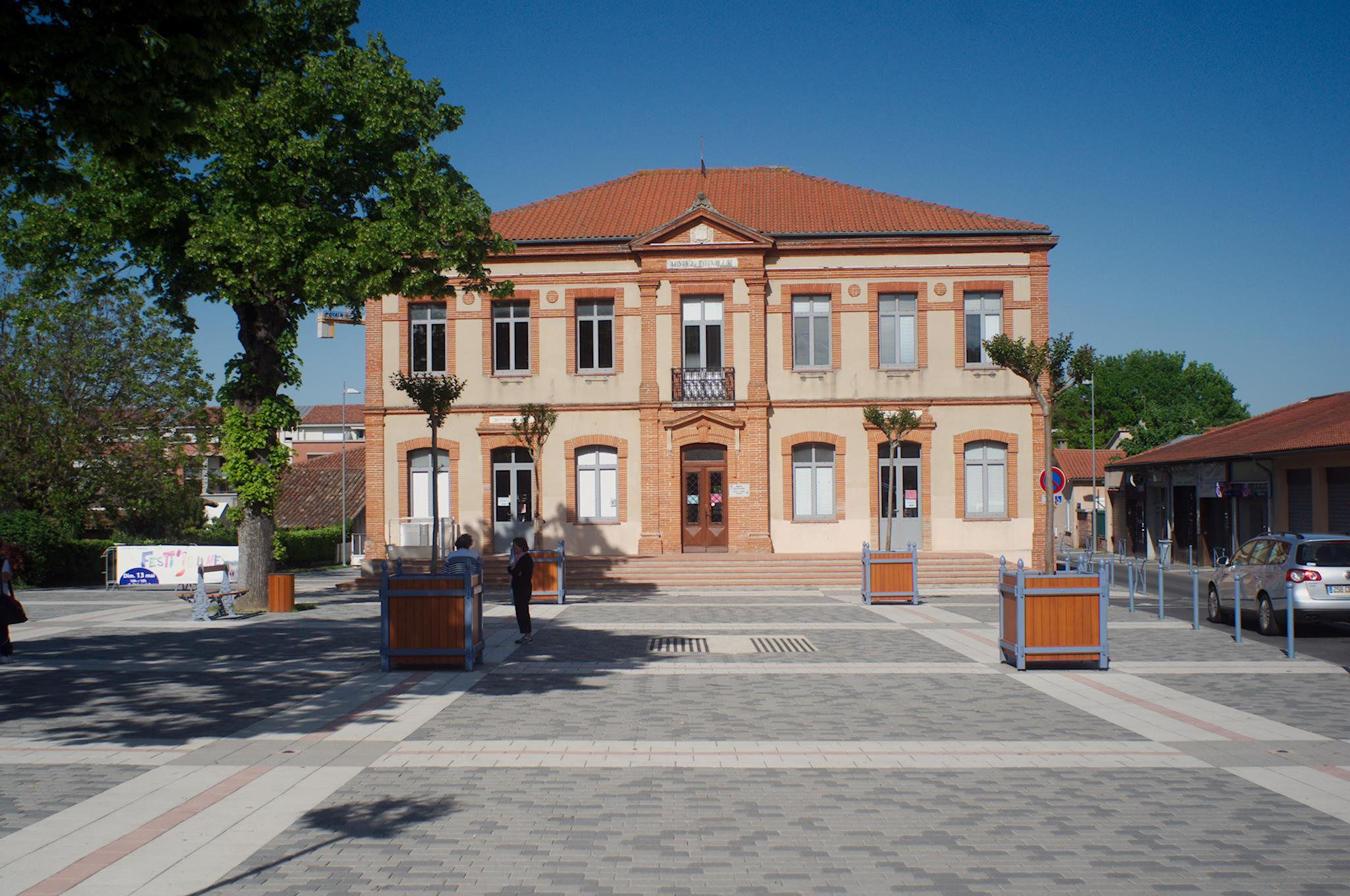
Voormalig gemeentehuis